# Sankt Marien
Sankt Marien è un comune austriaco di 4 645 abitanti nel distretto di Linz-Land, in Alta Austria.